# 鐵獅玉玲瓏2
《鐵獅玉玲瓏2》是一部台灣電影，为2014年電影《鐵獅玉玲瓏》的續集，該片由派拉蒙影視公司發行，於2015年2月18日上映。

## 劇情
澎哥、舜哥發願要帶鐵獅玉玲瓏進軍大陸市場，卻遭金光黨騙走鉅款，兩人不甘夢想就此幻滅，決心找回老班底……
本劇開頭以澎、許二人模仿許多知名電影片段（例如：《陣頭》、《那些年，我們一起追的女孩》、《大尾鱸鰻》、《痞子英雄》）作為搞笑開頭。
相較第一集劇情，第二集內容多為澎、許二人真實的演藝生活，也有其家庭生活還有兩人演藝生涯的發展過程。

## 演員

### 領銜主演
| 演員   | 角色      | 介紹                                                                       |
| 澎恰恰 | 澎哥      | 「鐵獅玉玲瓏」精神領袖之一                                                 |
| 許效舜 | 舜哥      | 「鐵獅玉玲瓏」精神領袖之一。                                               |
| 陳亞蘭 | 澎嫂/媽祖 | 澎哥的太太，澎嫂是澎哥的精神支柱。                                         |
| 林育品 | 舜嫂      | 舜哥的年輕嬌妻，是一個可愛的傻大姐。                                       |
| 張睿家 | 東坡      | 編劇，多年前因誤會離開「鐵獅玉玲瓏」，跑去電視台寫八點檔劇本。喜歡娜娜。   |
| 李千那 | 娜娜      | 新團員，是一位單親媽媽，為了要負擔家計所以去當舞者。                       |
| 蔡昌憲 | 曾柏木    | 舜哥助理，做事時常出槌。                                                   |
| 黃鐙輝 | 豆輝      | 原本在「鐵獅玉玲瓏」擔任鼓手，後來去夜市當叫賣哥的徒弟。                   |
| 蔡黃汝 | 琪琪      | 個性一板一眼的秘書。                                                       |
| 蔡旻佑 | 小嗶      | 個性溫暖而內斂，原本在「鐵獅玉玲瓏」擔任Keyboard手，後來出家改賣手工肥皂。 |
| 魏暉倪 | 倪倪      | 個性孤僻，娜娜的姊妹淘，也是一名舞者。                                     |
| 蔡阿嘎 | 陳金光    | 金光黨。                                                                   |

### 友情客串
| 演員   | 角色   | 介紹 |
| 吳宗憲 | 老闆   | 麵店老闆。 |
| 黃子佼 | 設計師 | 時尚設計師。 |
| 馬國賢 | 警察   | 作撞車筆錄。 |
| 高捷   | 王董   | 一位海派爽朗的科技產業董事長，因鐵獅玉玲瓏電視劇改變悲慘人生，轉而奮發向上。 （角色來源為許效舜招牌台詞:「王董，你好久沒來了!」） |
| 郎祖筠 | 化妝師 | 為舜哥化妝的化妝師。 |
| 呂雪鳳 | 舜嬤   | 乍看病懨懨，其實相當健康的阿嬤。一直希望孫子趕快生金曾孫女。                                                                      |
| 鍾欣凌 | 大花   | 第一代舞者團員。 |
| 杜詩梅 | 蝴蝶   | 第一代舞者團員。 |
| 周孝安 | 助理   | 王董助理。 |
| 小嫻   | 主持人 | 記者會主持人。 |
| 陳曼青 | 曼青   | 街頭鼓手。 |
| 葉昇峻 | 叫賣哥 | 夜市玩具攤老闆，豆輝離開後服務的對象。                                                                                            |

## 電影歌曲
| 曲別   | 歌曲名稱                    | 作詞           | 作曲           | 演唱者                                 | 備註                  |
| 主題曲 | 西底 （页面存档备份，存于） | 許效舜、黃鐙輝 | 許效舜、黃鐙輝 | 許效舜、澎恰恰、黃鐙輝、劉明湘、方炯鑌 | 鐵獅玉玲瓏2電影主題曲 |

## 取景
- 台中市
  - 臺灣大道市政大樓[1]
  - 臺中國際機場
  - 秋紅谷廣場

此外，臺中市政府也給予該片250萬元輔導金及拍攝支援。

## 相關連結
- 《鐵獅玉玲瓏》的Facebook專頁
- 《鐵獅玉玲瓏》YouTube頻道 （页面存档备份，存于）
- Yahoo奇摩電影上《鐵獅玉玲瓏2》的資料（繁體中文）
- 開眼電影網上《鐵獅玉玲瓏2》的資料（繁體中文）
- 香港影庫上《鐵獅玉玲瓏2》的資料（繁體中文）
- 时光网上《鐵獅玉玲瓏2》的資料（简体中文）

1. ↑  .   [2015-12-23]. （原始内容存档于2018-11-30）.